# Грифид Младший I
Грифид ап Грифид (валл. Gruffydd ap Gruffydd) (умер в 1289 году) — король Поуис Вадога (1277—1284).

## Биография
Грифид был младшим сыном Грифида ап Мадога и его жены Эмма д’Олдитли.
В 1277 году Грифид наследовал своему старшему брату Мадогу.
Как и старший брат, Грифид сражался против англичан на стороне Лливелина Последнего. В 1282 году Лливелин был убит, но сопротивление продолжил его брат Давид III. В 1283 году Давид был пойман и казнен. После поражения валлицев и принятия «Ридланнского статута» в 1284 году, Грифид был лишен княжеского титула, несмотря на примирение с Эдуардом I.
Грифид получил титул лорда Глиндиврдуи и Кинллайт-Оуайна. В 1289 году он умер. Ему наследовал его сын Мадог Крипл.